# Adoretus niger
Adoretus niger är en skalbaggsart som beskrevs av Brenske 1893. Adoretus niger ingår i släktet Adoretus och familjen Rutelidae. Inga underarter finns listade i Catalogue of Life.